# François de Paule Vallet
Pour les articles homonymes, voir Vallet.
François de Paule Vallet, né le 14 juin 1883 et décédé le 13 août 1947, est un prêtre catholique. Jésuite catalan (espagnol), il avait eu l'idée de compacter les Exercices spirituels de saint Ignace de Loyola en cinq jours, au lieu des quatre semaines prévues dans le schéma de saint Ignace. Le succès des retraites fut spectaculaire. De 1923 à 1927, il se voue assidument à la prédication aux hommes et jeunes gens des exercices spirituels (il eut en Espagne 12 500 retraitants dans cette période).

## Éléments de biographie
Avec l'accord de ses supérieurs, le P. Vallet quitte la Compagnie de Jésus pour fonder son nouvel institut religieux à Barcelone (Espagne), en 1928. Ce nouvel institut, les Coopérateurs paroissiaux du Christ Roi [CPCR], est entièrement consacré à cette mission. La première maison fut ouverte à Salto en Uruguay. En 1934, la maison-mère fut transférée d'Espagne à Chabeuil dans la Drôme (France).

## Retraites en cinq jours
Sa « méthode », clef de son succès rapide, repose sur les points fondamentaux suivants :
- retraite compactée sur cinq jours, en silence, avec quatre méditations par jour, et avec des entretiens avec les prêtres ;
- très grande importance donnée au « principe et fondement » du livre des Exercices, et à la notion de salut éternel. Ce principe fondamental du salut éternel était évident à l’époque de saint Ignace, et ne faisait pas l’objet d’une méditation ;
- une très grande importance donnée à la « première semaine » et à la confession qui en est la conclusion (ce peut être une confession générale, qui reprend toutes les péchés mortels du passé, y compris ceux qui ont déjà été confessés), et à la notion de « vivre en état de grâce » ;
- une grande importance donnée à l’« élection » ou manière de prendre des décisions importantes (en particulier choix d’un état de vie), et à la vocation. Ce souci des vocations avait une très grande importance pour lui : c’est ainsi qu’il revint assez vite de l’Uruguay en Espagne, parce qu’il se rendait compte qu’il n’y aurait pas assez de vocations ;
- une certaine insistance sur le recrutement de nouveaux retraitants, et la nécessité pour les anciens de renouveler la retraite, afin de pouvoir persévérer ;
- il donne les Exercices aux hommes et jeunes gens, pensant avoir ainsi plus d’influence dans l’Église et la société ;
- importance donnée au Christ-Roi, c’est-à-dire la « Royauté sociale de Notre-Seigneur Jésus-Christ » (et son corollaire la Doctrine sociale de l'Église) : ce thème était d’actualité à la fin des années 1920 : l’encyclique Quas Primas date de décembre 1925 ;
- il s’agit d’être des « coopérateurs paroissiaux » : les retraitants ne sont pas regroupés dans un monde à part, ils sont envoyés dans les paroisses pour les revivifier. C’est, semble-t-il, ce point là qui a enrayé la mécanique, car en France le mouvement s’est essoufflé à cause de l’hostilité d’un assez grand nombre de paroisses.

Son influence fut très importante en Espagne, et aussi en France en particulier de 1945 jusque dans les années 1970. Aujourd'hui encore, et en particulier en France, plusieurs communautés religieuses donnent les Exercices spirituels en cinq jours selon la méthode du Père Vallet : 
- les Coopérateurs paroissiaux du Christ Roi
- les Coopératrices paroissiales du Christ Roi
- l'Abbaye Saint-Joseph de Clairval à Flavigny-sur-Ozerain,
- la Fraternité sacerdotale Saint-Pierre (FSSP),
- la Fraternité sacerdotale Saint-Pie-X (FSSPX).
- l'Institut Mater Boni Consilii (IMBC).